# 徐天衢
徐天衢（？—？），江西抚州府临川县人。

## 生平
万历三十一年（1603年）癸卯科江西乡试举人，四十七年（1619年）己未科進士，初授行人司行人，天啓元年五月册封蜀府江安王朱奉鉨嫡三子至㳋为江安王。三年二月奉差行取新简阁臣朱国祯。擢吏部稽勋司主事，六年十二月以门户削夺。崇祯元年起复原官。